# COPA (유전자)
코트머 서브 유닛 알파(Coatomer subunit alpha)는 인간에서 COPA 유전자에 의해 암호화되는 단백질이다.

## 기능
진핵세포에서, 소포체와 골지체 구획 사이의 단백질 수송은 부분적으로 비클라트린으로 코팅된 소포 코트 단백질(COP)에 의해 매개된다. 7개의 코트 단백질이 확인되었으며, 이들은 코트머로 알려진 복합체의 서브 유닛을 나타낸다. 서브 유닛은 알파-COP, 베타-COP(COPB1), 베타-프라임-COP(COPB2), 감마-COP(COPG), 델타-COP(ARCN1), 엡실론-COP(COPE), 제타-COP(COPZ1)으로 지정된다. COPA에 의해 암호화된 알파-COP은 효모에서 코트머 복합체의 상동성 알파 서브 유닛인 RET1과 높은 서열 유사성을 공유한다. 또한, 알파-COP의 N 말단 25 아미노산은 췌장의 외분비를 자극하고 위장 호르몬으로서 작용할 수 있는 생물 활성 펩타이드인 세닌(Xenin)을 암호화한다. 대안적인 스플라이싱은 별개의 이소형을 암호화하는 다수의 스플라이싱 형태를 초래한다.

## 상호 작용
COPA는 COPE,  COPB1과 상호 작용하는 것으로 나타났다.